# Reliance Anil Dhirubhai Ambani Group
För andra betydelser, se Reliance Anil Dhirubhai Ambani Group (olika betydelser).
Reliance Anil Dhirubhai Ambani Group är en av världens största företagskonglomerat. Den är baserad i Indien och leds av Anil Ambani.